# Mimount Bousakla
Mimount Bousakla (Leuven, 24 mei 1972) is een Belgische publiciste en ex-senator voor sp.a en ex-politica voor LDD.

## Levensloop
Bousakla heeft Marokkaanse roots. Op haar achttiende vestigde ze zich in Antwerpen, waar ze als bediende aan de slag ging bij het Vlaams Centrum voor de Integratie van Migranten. Tezelfdertijd volgde ze in het avondonderwijs een opleiding tot gegradueerde in de marketing, die ze in 1996 voltooide. Daarna werd ze kredietadviseur in de HBK-Spaarbank, die in 2001 opging in de Mercator Bank.
Op haar zestiende werd Bousakla actief bij de Jongsocialisten. Ze werd voorzitter van de JS-afdeling in Leuven en ondervoorzitter van de JS-afdeling van Antwerpen. Voor de socialistische SP/sp.a was zij van 2000 tot 2012 districtsraad van Antwerpen en van januari 2001 tot december 2003 was ze districtsschepen.
Van 2002 tot 2003 was Bousakla columniste voor de krant De Morgen en in 2002 was ze auteur van het boek Couscous met frieten, waarin ze zich kritisch opstelde tegenover de allochtonengemeenschap in Vlaanderen, die volgens haar onvoldoende inspanningen deed om zich te integreren en zich te vaak opsloot in allochtone verenigingen, hetgeen volgens haar sociaal-culturele apartheid in de hand werkte. Voor haar kritische houding ten opzichte van de migrantengemeenschap kreeg ze in 2004 doodsbedreigingen.
Bousakla werd in mei 2003 met enkele tienduizenden voorkeurstemmen verkozen voor sp.a in de Senaat. Ze bleef er zetelen tot aan de verkiezingen van juni 2007. In de Senaat zetelde ze van 2003 tot 2007 in het adviescomité voor gelijke kansen voor vrouwen en mannen en de commissie voor Financiën en Economische Aangelegenheden. Ook maakte ze van 2003 tot 2004 deel uit van de commissie Sociale Aangelegenheden en van 2004 tot 2007 van de commissie Binnenlandse Aangelegenheden. In de periode 2003-2007 werd ze als plaatsvervangend lid tevens afgevaardigd naar de Parlementaire Vergadering van de Raad van Europa en de Assemblee van de West-Europese Unie. 
Op 13 mei 2007 maakte Bousakla haar overstap bekend naar de rechts-libertaire partij Lijst Dedecker. Ze leefde al enige tijd in onmin met haar vorige partij, waar haar soms forse kritiek op de allochtonengemeenschap niet overal in goede aarde viel. Jurgen Verstrepen stelde bij haar overstap dat zij de 'first lady van de allochtonenproblematiek’ zou worden voor de LDD.
Bij de federale verkiezingen van 10 juni 2007 was Bousakla lijstduwer voor LDD op de Kamerlijst in de provincie Antwerpen. Na deze verkiezingen, waarin ze niet verkozen werd, was ze van 2008 tot 2009 actief als zelfstandig onthaalmoeder. Bij de verkiezingen voor het Vlaams Parlement op 7 juni 2009 kreeg zij de eerste opvolgersplaats in Antwerpen toegewezen. Zij behaalde uiteindelijk slechts 1196 stemmen. Ze verliet hierop de politiek.
Na haar politieke loopbaan keerde Bousakla in 2009 terug naar de financiële sector als financieel adviseur bij Bpost Bank. Na het volgen van een postgraduaat vertaler-tolk aan de Katholieke Universiteit Leuven ging ze in 2014 tevens aan de slag als gerechtsvertaler-tolk Riffijns-Nederlands en werd ze in 2020 beëdigd vertaler-tolk en sociaal tolk voor de stad Antwerpen.

## Privé
In 2013 werd borstkanker bij haar vastgesteld.